# Cardus crucifer
Cardus crucifer är en kräftdjursart som först beskrevs av Thomson 1873.  Cardus crucifer ingår i släktet Cardus och familjen Polychelidae. IUCN kategoriserar arten globalt som livskraftig. Inga underarter finns listade i Catalogue of Life.